# Мартынов, Иван Иванович (Герой Социалистического Труда)
Иван Иванович Мартынов (1924 год, село Заборовка, Самарская губерния, РСФСР, СССР — дата и место смерти неизвестны) — бригадир комплексной бригады «Чимкентстроя», Герой Социалистического Труда (1966). Депутат Верховного Совета Казахской ССР.

## Биография
Родился в 1924 году в селе Заборовка Самарской губернии (сегодня — Сызранский район Самарской области). C 1940 года работал плотником нас различных предприятиях Куйбышевской области. С 1959 года был бригадиром комплексной бригады в составе строительного треста «Чимкентстрой». Работал на строительстве Чимкентского завода вторичного виноделия, Чимкентского химико-фармацевтического завод, Чимкентского холодильника и Тюлькубасского консервного завода.
Бригада Ивана Мартынова неоднократно выполняла социалистические обязательства. В 1960 года она получила звание бригады коммунистического труда. В 1966 году бригада выполнила семилетний план на 133 %. В этом году бригада работала в счёт 1968 года. За эффективное руководство бригадой и высокие достижения в труде был награждён в 1966 году звания Героя Социалистического Труда.
В ноябре 1962 года участвовал в Пленуме ЦК КПСС. Избирался депутатом Верховного Совета Казахской ССР.

## Награды
- Герой Социалистического Труда — указом Президиума Верховного Совета СССР от 11 августа 1966 года;
- Орден Ленина (1948);